# VAX–11

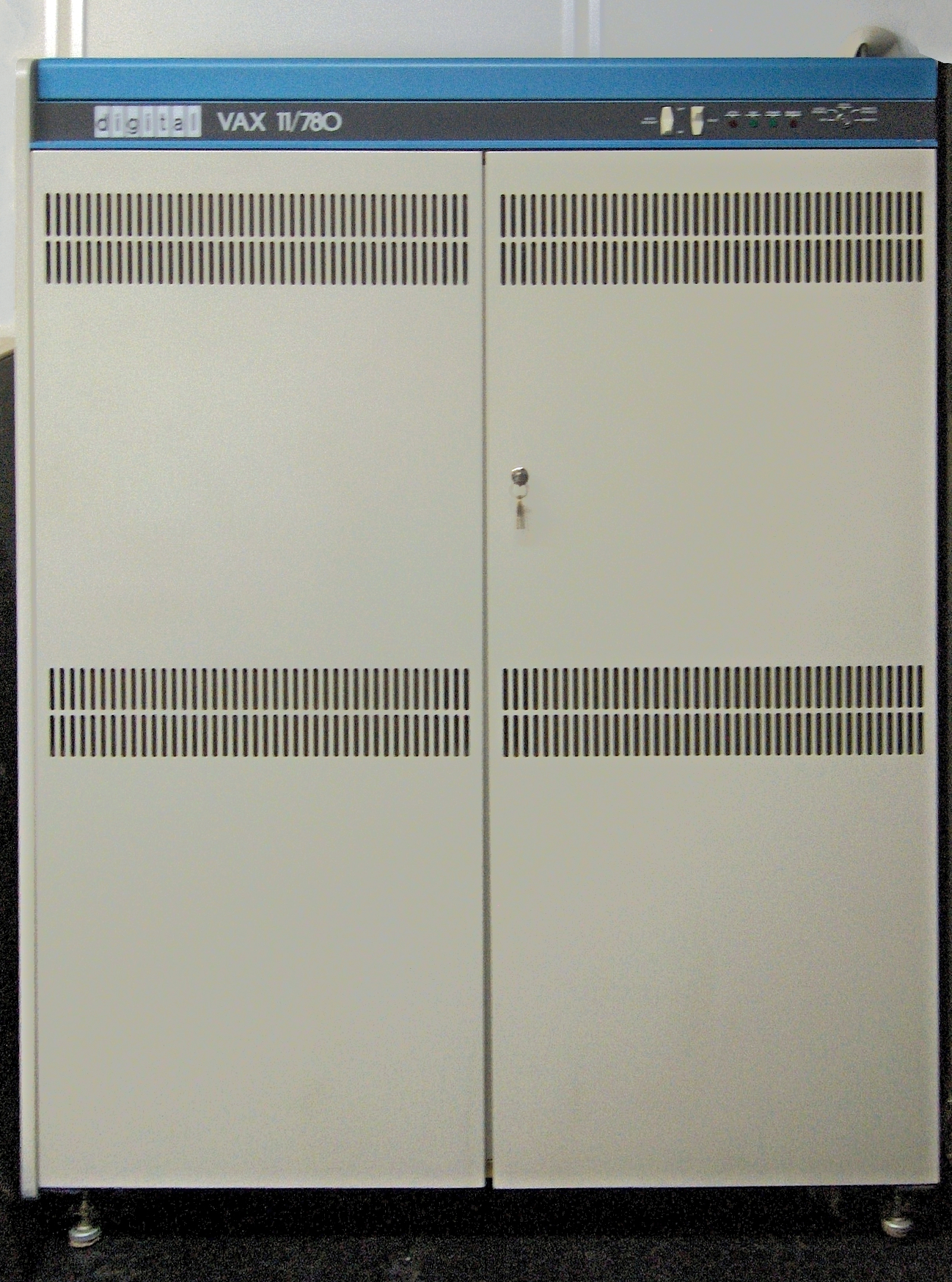
A VAX–11/780

A VAX–11 egy a Digital Equipment Corporation (DEC) által tervezett és gyártott, nagyteljesítményű 32 bites CISC-típusú miniszámítógép-család elnevezése. Ez a gépcsalád váltotta fel a 16 bites PDP sorozatot a DEC számítógépfejlesztési (ill. -gyártási) stratégiájában, tehát a PDP utódjának és továbbfejlesztésének tekinthető, mivel sok strukturális jellemzőjében hasonlít nagy elődjére, a PDP gépcsaládra, azon belül is a PDP–11 kialakításra. Ezekben a gépekben a PDP továbbfejlesztésének tekinthető VAX utasításkészlet-architektúrát (VAX ISA) alkalmazták. Az első VAX számítógép-modell az 1977-ben megjelent VAX–11/780 jelű eszköz volt. A VAX gépeket az 1990-es évekig használták.

## VAX–11/780
A VAX–11/780-as modellt, azaz a "Star" kódnevű gépet, a VAX architektúra első implementációját – 1977 október 25-én mutatták be, a DEC részvényesek éves találkozóján. A VAX–11/780 CPU (központi egység) TTL logikával készült és 200 ns-os órajelciklussal (azaz 5 MHz-es órajelfrekvencián) működött. A processzor 2 KiB-os gyorsítótárat tartalmazott. A memóriát és a ki- és bemeneti portokat a processzor a Synchronous Backplane Interconnect (SBI, szinkron háttér-csatlakoztatási rendszer) processzor-memória buszon keresztül érte el.
A VAX–11/780 128 KiB-tól 8 MiB-ig terjedő méretű memória használatát tette lehetővé (az első modell csak 2 MiB memóriát használhatott), egy vagy két memóriavezérlő segítségével. A memóriavezérlők 128 KiB-től 4 MiB-ig terjedő tárak használatát támogatták. A fizikai memória 4 és 16 kilobit közötti méretű MOS RAM memóriakártyákkal került kialakításra. A vezérlők max. 16 memóriakártyát kezelhettek. A memória hibavádelmi kódot (ECC) használt.
A VAX–11/780 Unibus és Massbus buszrendszereket használhatott. A Unibus a perifériák, a Massbus pedig a tömegtárolók: diszkek és szalagos egységek csatlakoztatására szolgált. Mindkét busz adaptereken keresztül kommunikált a SBI-vel. A kibocsátott rendszerek legalább egy, legfeljebb négy Unibus sínrendszerrel rendelkeztek. A Massbus nem volt szériatartozék, csak választható kiegészítőként volt rendelhető, legfeljebb 4 egység. A VAX–11/780 gépeknek volt egy saját, Computer Interconnect (CI) jelű, számítógépek közötti lemezmeghajtó-megosztást biztosító interfésze, de ezt csak VAX gépek között lehetett használni. Később ugyanezt a módszert alkalmazta a VMScluster rendszer is, ami hasonlóan csak VAX gépek összekapcsolására szolgált.

## VAX–11/750

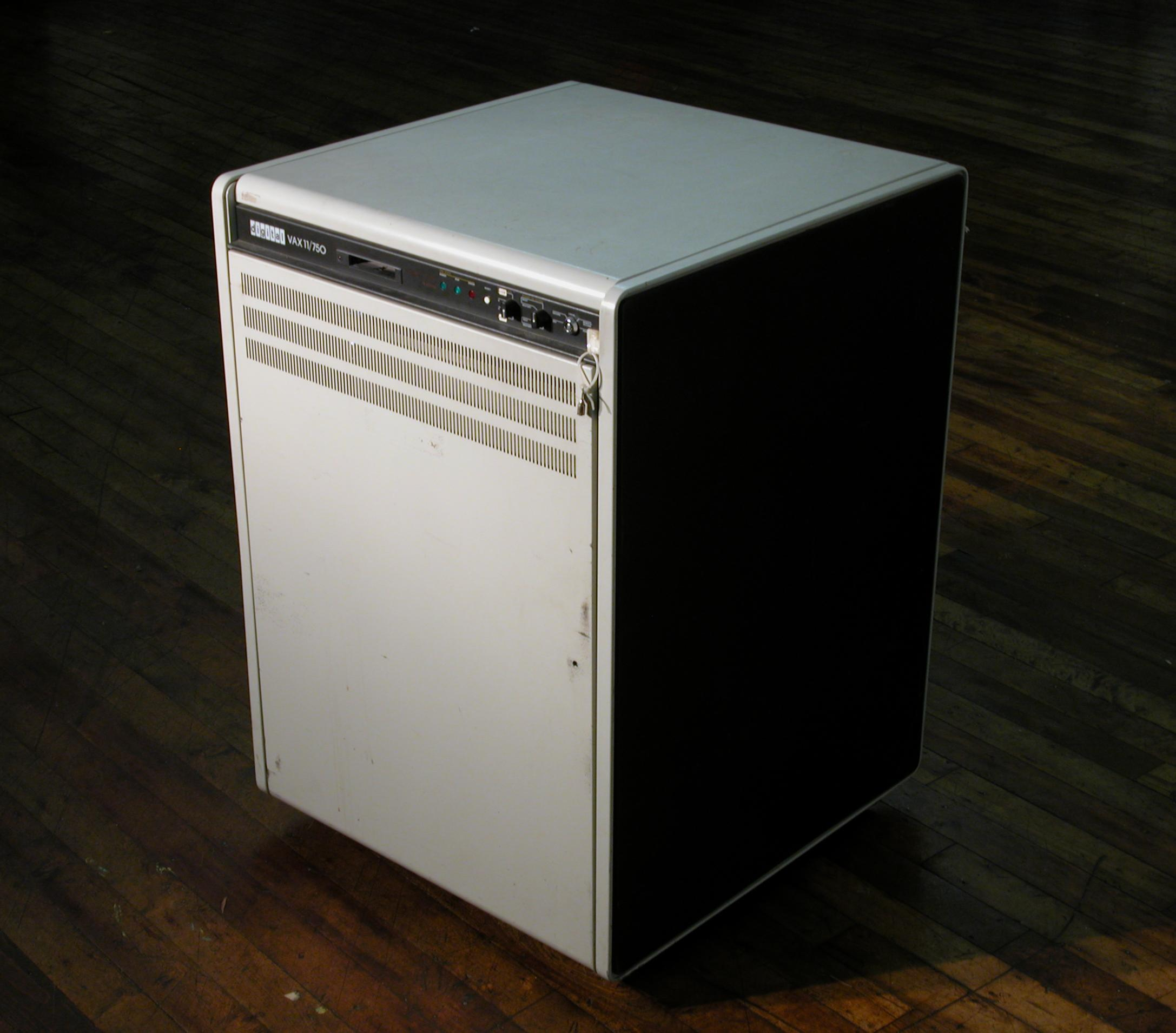
VAX–11/750

### VAX–11/751
Ez egy ütésálló fiókos kialakítású VAX–11/750 modell.

## Fordítás
Ez a szócikk részben vagy egészben  a   VAX-11 című angol Wikipédia-szócikk ezen változatának fordításán alapul.  Az eredeti cikk szerkesztőit annak laptörténete sorolja fel. Ez a jelzés csupán a megfogalmazás eredetét és a szerzői jogokat jelzi, nem szolgál a cikkben szereplő információk forrásmegjelöléseként. 